# Tinodes triomdys
Tinodes triomdys är en nattsländeart som beskrevs av Malicky 1995. Tinodes triomdys ingår i släktet Tinodes och familjen tunnelnattsländor. Inga underarter finns listade i Catalogue of Life.